# クロミ (おねがいマイメロディ)
クロミは、テレビアニメ『おねがいマイメロディ』シリーズに登場するキャラクター。主人公のマイメロディと敵対するライバル的存在である。声優は竹内順子。

## プロフィール
- 誕生日は10月31日 （ハロウィーン）。
- 黒い頭巾をかぶったウサギのぬいぐるみ。鼻の色はピンク色。尻尾は鋭く尖っている。一人称は「アタイ」。自称「プリティ悪魔っ子」だが、人間からはよく「黒頭巾」「座敷童子」と呼ばれ憤慨する。好きな食べ物はらっきょうとたこ焼き。マイメロは幼いときからの腐れ縁で宿敵。
- ラテン文字表記はKuromi。

### マリーランド時代
幼い時はとっても美少女らしい性格だった。マイメロ達と同じ学校に通い、彼女には仲良しと思われているため、相当引っ掻き回され、恨むようになってしまう。ライオン先輩に恋するが、それもマイメロにより、恋路も邪魔される。そのため、しだいに言動が乱暴になり、趣味だった日記も復讐帳「クロミノート」に変わってしまう。日ごろの鬱憤を晴らすため、海岸で夕日に向かって叫んだり（浜辺で出会ったバクを子分にした）、『きららっ★』から数ヵ月後、レディース「クロミーズ5」を結成し三輪車で走る日々を送っていた。
クロミの行いについて、裁判が開かれ判決を下す直前に乱入したバクに弁護されるが、クロミはバクのために罪をかぶり、お城の反省室に入れられた。『くるくるシャッフル』では再び反省室に戻ったが、『すっきり♪』では反省室行きがなくなっている。

### 人間界へ来た理由
『おねがいマイメロディ』では反省室に入れられた後、隙を見計らい、バクと共に脱走。宝物庫から「メロディ・キー」と「メロディ・ボウ」を持ち出した。アンダンテの森のお花畑で捕まりそうになるが、「ホルン」に飛び込み、バクと共に人間界に逃亡した。
『くるくるシャッフル』での逃亡は、反省室に入れられたが、好物を食べたいと物思いに耽っていると「外に出ればいい」という安直な考えから脱走を思いつく。お城の宝物庫から新しい「メロディ・キー」と謎のアイテムを持ち出し脱走。その後は、前回同様である。
『すっきり♪』ではマイメロがプリンセスになる事を納得のいかないクロミの前に現れた謎の女豹から新しいメロディー･キーを託されバクをパートナーとし、マイメロの黒音符の浄化を妨害しムカムカ玉を集めと同じく謎の女豹からもらったドクロのティアラをムカムカ玉で集め、マリーランドの支配者ダークプリンセスになることが目的。

### 柊恵一との関係
人間界で歌に最初の悪夢魔法を掛けた後、次のターゲットとして柊恵一を狙うが、自分たちの姿や魔法の話に全く関心を示されず、「メロディ・ボゥ」を取り出したところあっさりと奪われ、メロディ・ボゥは恵一の手の中で大きくなった。メロディ・ボゥは恵一を主に選び、バイオリンの演奏で「メロディ・キー」に魔法力がチャージされた為、ダークパワーを手に入れる為に利用するしかないと判断し手を組む。
その後柊家に居候し、黒音符を集めるため、マイメロと魔法対決を繰り返す。最初は恵一を「柊さん」と呼んでいたが、後に彼の虜となってしまう。それからは「柊さま」「柊しゃま」と呼び、彼とのラブラブな生活を妄想するようになった。
恵一に魔法を掛けてしまった時は激怒され、罰としてクロミノートを燃やされかけてしまう。その後、再び魔法を掛けてしまい、罰としてトイレ掃除をさせられた。
100個の黒音符を集め恵一に褒められるがダークパワーの力の本性を知ったため、恵一が弾く悲しい曲が聞こえるとバクに乗り電波塔に向かう。ダークパワーに阻まれるが、歌に助けられた。マイメロも一緒にいたため、いつもの悪態をついてしまい、その姿から歌に恵一を変えたのはクロミのせいだと恨まれてしまう。頂上に辿り着くがダークパワーに邪魔され説得できない。その時、歌に魔法で自分の夢の扉を開いて欲しいと頼まれる。
マイメロに恵一が好きなことを指摘され認めるが、自分より歌が気に入られていたことを思い出し、切なく複雑な心境を歌に明かし涙を流す。残り少ない魔力をクロミと歌が柊を想う強い気持ちで補い夢の扉を開くと恵一の夢のゴミ袋も見つける。その中から歌の声が聞こえる袋を開けると、溢れ出てきたのは歌との記憶ばかりだった。やはり自分との記憶はないと落ち込むが袋の奥からクルミ・ヌイが現れる。クロミと歌の記憶が、恵一をダークパワーの呪縛から解くことができた。

#### クルミ・ヌイ
恵一と踊るために、自分に悪夢魔法をかけ人間の姿に変身した。その時の名前が「クルミ・ヌイ」。髪型は黒頭巾と似たような形の黒髪ツインテールで、黒いドレス。一人称は「私」を使い、言動が女性らしくなり、声も別人のように変化する（が声優は変わらない）。練習したダンスで恵一を魅了し、元の姿に戻るまで至福の時を楽しんだ。しかし、ろうそくが消えるとバク族になってしまう副作用に気が付いて慌ててバクがクロミに伝えたため元に戻れた。
『くるくるシャッフル』では、ウサミミ仮面が恵一の部屋に入っていったことから、ウサミミ仮面の正体が恵一ではないかと思ってしまう。正体を確かめるためバクが誕生日プレゼントとして持ち出した旧メロディキーを使い再びクルミ・ヌイに変身し、ハロウィン仮装パーティーに現れた。ウサミミ仮面と踊るとその手の感触などから一旦は確信するが、柿崎が仮装した柊恵一の姿を見て「やっぱり恵一が、ウサミミ仮面であるわけない」と思い直してしまう。しかし、今回は念を入れてろうそくを大きくしたが、マイメロが勝手にろうそくを消したためバクになってしまうが幸いにも今回ピンク音符がコンプリートしており、願いを聞かれた時、咄嗟に『元に戻して』と治したため事なきを得る（結果的にクロミの自業自得であるが、今回ろうそくをろうそくを消したマイメロの確信犯的行動をとられ一応彼女にも非がある）。
『すっきり♪』では、メロディタクトの助っ人キャラとして登場して恵一を救った。
小説『はいすく～る』では諸事情で駆とケンカ別れ状態だった歌を慰めるため恵一が歌を食事に誘ったことに嫉妬し彼に振り向いてもらうため変身した。しかし、ダークパワーに侵され嫉妬の化身と化していたニャンミが恵一に向かいドクロボウを放ったためとっさにそれを庇い胸につけていたペンダントにドクロボウが刺さる。結果、歌への嫉妬心が暴走し武器化したドレスで破壊活動を行いだす（しかし、わずかにクロミの心が残っていたため恵一への直接攻撃は行わなかった）。なお、過去2回の経験から今回のろうそくはおよそ2時間ほど使えるろうそくを用意しており最終的にドクロボウの魔力から解放されろうそくも無事に消すも結果的にこの一件でドクロボウの危険性を認知しニャンミを止める決意を固めた。
初登場の際、柊と踊っているクルミ・ヌイの影がクロミの形をしているのと、尻尾を歌達が目撃したため、大半の主要人物にはクルミ・ヌイの正体が知れているが、恵一は知らない。
盲導犬普及支援の会は、2009年の盲導犬普及支援オリジナルポスター【6作目】にクルミ・ヌイを起用している。

### 人間界での生活
恵一が曲を弾く目的のため自宅の部屋を貸し与えられたが、『くるくるシャッフル』では柊潤との関係や恵一が特に何も言わないこともあり、そのまま柊家に住んでいる。部屋は、自室の装飾を好きな黒色で統一した。『すっきり♪』では2人とも海外へ留学したため負け犬荘に引っ越したが、数回倒壊の被害にあう。家事はバク任せで、自分はゆっくりくつろいで過ごす。
魔法対決は負けることが多いが、『おねがいマイメロディ』では白山の願いを叶えた為、クリスマス前日まで音符の数はマイメロに勝っていた。夢を持った人間を見つけると、夢のカウンセリングを行う。時に悪夢魔法がクロミの想定外の騒動に発展し手に負えなくなると、マイメロに頭を下げている。

#### バクとの日常
回を増すごとに、バクとの漫才じみた遣り取りが増え、真菜からは「漫才コンビ」と呼ばれるようになった。バクを犬のように扱い、怒りの捌け口にしている時もあるが、バクの「ひどいゾナ」の一言で済んでいる。バクのことは嫌いではなく、どんな事をしてもついて来てくれる部下であるため、優しく慰めることもあり、バクの助言に従うこともある。
一度、無断で「バクノート」を見て喧嘩別れするが、バクがいないと行動が不便になり、戻ってきてもらうために、バクに求められた優しさを示そうと、自身に悪夢魔法を掛けマイメロ化したりして、その懸命な姿を見て許してもらった。

### 能力
話術は得意で夢の内容を聞き出し、悪夢魔法を掛ける。突っ込みの才能もあり、バクとの漫才（コンビ名「バクロミ」）も上手い。少しでも恵一に近づこうとする努力家な所もある。
家事は苦手。料理は下手で、砂糖と味噌を間違えたケーキでマイメロとバクを気絶させた。香取とマイメロのお菓子対決では、とてつもない材料の恵一への「愛の特製パフェ」を作るが、バクに運ばせる途中でウサミミ仮面に蹴られ、バクの口の中に入ってしまっている。バレンタインデーには見栄えの良いチョコレートを作り、恵一に渡そうとするが、拒絶されてしまう
。

### 弱点
弱点は、尻尾を踏まれること。踏まれると気絶し、半日たたないと気がつかない。
しかし『きららっ★』では一度星月きららに弱点の尻尾を掴まれて引っ張られている表現はあったものの平然としていたので弱点としてはやや矛盾を生じているが、どうやら尻尾を踏まれた痛みがダメなようである。
また、お化けなどの怖いものも苦手。

### 性格
姉御肌、人情に厚い
姉御肌で、ウジウジした態度を嫌う。美紀のポエムは苦手。涙もろく、グッと感情くると堪え切れない。だが恋愛については、好きな人には一途で尽くすタイプ。ダークプリンセスになるためにムカムカ玉を集めるが、こういう性格のため自分の知っている者を音符に取り憑かせその人物をムカムカさせてまでムカムカ玉が欲しいとは思っていない様子。また乗りやすい性格でもあり、本来の目的を忘れていたため、皮肉にもそれでキラキラ玉を出してしまったことがある。
強気な面
日ごろ乱暴ものに見える行動や、バクに対する態度から、強気な面が見られてしまう。
ぬいぐるみだが喧嘩は強く、人間の女子中学生とほぼ互角の戦闘能力を持つ（真菜以外）
怠惰
寝起きが良くなく、眠いという理由でバクが夢の臭いを感じ取っても動こうとしなかったり、マイメロの監視中に二度寝したり、音符集め中などに昼寝して白昼夢を見ていたりもする。柊家の生活の中で太ったりして、バクに「マリーランドのころよりヌルい」と言われた事もある。
女の子らしさ
マイメロのようなかわいい振る舞いを真似しても、バクからは「らしくない」と引かれてしまい、女の子らしさを示す場面が少ない。
しかし、恵一やライオン先輩のように「かっこいい男の子」が大好き。また、恥ずかしさを素直に態度で表したり、自分のウエディングドレスを考えたり、占いの本を読むなど、女の子らしい一面を覗かせている。
他にも、母性本能は強いらしく、卵から産まれたカマキリの幼虫をわざわざ成虫まで育て、野に送りだした。

### 両親との関係
母親からマイメロとよく比べられたことなどで、両親のことが嫌い。レディースに入ってからは母親とはほとんど口も利かず、反省室に入れられても会いに来なかったため、絶縁状態であった。
実はクロミが反省室に入れられていた時に両親は面会しようとしたのだが「反省にならない」と面会を断られていた。
クリスマスに、プレゼントの手編みのマフラーと反省室に行けなかった真実と心配していることが書かれた手紙を受け取り、自分の思い込みから、両親との間に大きな壁をつくってしまった事を反省する。そして両親がいつも深い愛情を注ぎ続けてくれていたことに気づき、涙したが、まだ完全和解には至っていない。恵一と結婚できた暁には和解しようとしている。

## クロミのアイテム

### シリーズを通して登場するアイテム
メロディ・キー
『おねがいマイメロディ』での使用法や効果
願いを持った人間に対して「開け、夢の扉!」の掛け声と共にキーを振ると、悪夢魔法の力で夢の世界が開き、夢を叶えることができる。キーの魔法力は、埋め込まれた宝石の色と輝きで残量が判り、柊恵一がメロディ・ボウでヴァイオリンを演奏することでチャージされる。また黒音符の楽譜を演奏することで、キーの魔法力がパワーアップし、メロディ・ヴァイオリンが揃う事でさらに強力になった。
魔力残量が少ない場合には効力は弱いが、夢の持ち主と魔法を使うクロミの気持ちが強いほど魔力は増幅され、少ない魔力でも夢を叶えることができる。メロディ・キーとメロディー・タクトとの違いは、メロディ・キーにはマリーランドの人にも無条件で悪夢魔法をかける力があること。
悪夢魔法の幻想
悪夢魔法の発動開始時には、夢の世界に誘うため、メロディ・ボゥを所有する者が、闇の上から包まれ、ヴァイオリンを演奏する「幻想」を見せられる。また、黒音符が集まることで、その力を操る者としての存在が強くなるため奏者を包む闇が薄くなり、幻想で現れる姿がよりはっきり見えるようになる。柊幻想の初出は第2話であり、第1話では何の幻想も出ていない。クロミとバクが直接空間中で歌に魔法を掛けている。また、特別な力が作用する場合は、その力を発している者が現れるらしい。
幻想で柊恵一が弾く曲
ブランコビッチ作曲の「夢の幕間」という曲。ブランコビッチという作曲家は、現実には存在せず、音楽担当の渡部チェルが作曲した。また、夢野歌が演奏会で弾いた曲も、ブランコビッチ作曲の「イタリアの道化師」。
自分の夢の扉を開く方法
方法は、キーに埋め込まれた宝石の台座の角に、「8本のろうそくに火をともし、魔法陣の中心で呪文を反対に唱える」と、小さな文字で彫り込まれていた。魔法を解く方法は「ろうそくの火を自分で消すこと。もし自分で消さなければ、ろうそくの炎がすべて消えた時、自分がいちばんなりたくない者に変身する。そして永遠にもどれなくなる」。この魔法は、魔法が完成すると壁を吹き飛ばすほどの爆発を起こす。
『くるくるシャッフル』での使用法や効果
宝物庫から盗み出した新しい「メロディ・キー」は、付属の取扱説明書をクロミが読んだところによると、ダークパワーとは関係ないと思われた。後日、説明書を見返すと袋とじがあり「願い事次第でダークパワーが復活することが出来る」と書いてあった。
使用法や効果は前作と同じ。キーの魔法力は、宝物庫で盗んだ「メロディ・ピック」を使って柊潤がエレキギターを演奏することでチャージされる。
悪夢魔法の発動開始時には、夢の世界に誘うため、メロディ・ピックを所有し「メロディ・キー」にエネルギーを送る者（柊潤）が、闇の中でエレキギターを演奏する「幻想」を見せられる。
『すっきり♪』での使用法や効果
謎の女豹からもらった3代目のメロディ・キーはこれまでと違い悪夢魔法をかけることは出来ず、「はっちゃけナスビ、バックンチョ!」の掛け声でパートナー（バク）を状況に合わせた物に変身させる事が出来る。妨害がうまくいかなかったり魔法騒動以外の目的で使用することが多い。
『きららっ★』での使用法や効果
本作のメロディ・キーはプロトタイプという位置づけがされている。厳密にはこちらが初代と言っても過言ではない。効果的には3代目の効果とまったく同じ（呪文も一緒）。このことから初代と2代目のメロディキーは類似品である可能性が高い（作中でも類似品に注意と説明書に記載されていた）。なお、城の関係者はクロミがメロディ・キーを持ち出し所持しているのを知ってはいるものの黙認している様子。

クロミノート
マイメロへの恨み辛みを書き込んでいる黒色のノート。人間界に来てからも書き込みが増え続き、いつかノートを元に復讐をする事を夢見ている。
遂にナンバーが10000に達し、そこをダーちゃんに目をつけられ憑依される。
マイメロに読まれたが、マイメロにはノートに書かれていたことが逆恨みとは思っておらず深刻に捉えている様子で、箪笥に自分を監禁しようとしたが、ダーちゃんの支配から自力で振り切ったクロミに阻止され箪笥は破壊、憑依されたクロミも元に戻った。
元々は子供の頃に買って貰った赤色の日記帳だった。1ページ目に「マイメロと仲良くなりたいな」と書いた直後、マイメロに破かれ、ピアノちゃんの鼻紙に使用された。そのために最初の1ページ目が破れている。本来この1ページから、マイメロと遊んで楽しい一日が記されていく筈だった。この出来事がナンバー1となり、クロミは時々その出来事を夢に見てうなされている。マイメロが召喚した小さいクロミの涙を拭こうとしてナンバー1と同じ過ちを繰り返し、ますますクロミの怒りを煽っている。
恵一に魔法をかけた罰として燃やされそうになった。バクと外出中に恵一に奪われ、バクに対してダークパワーの情報との取引材料にされ、バクノートと同様に燃やされそうになるが、絶対の情報提供を条件に返された。『くるくるシャッフル』においても同様で、恵一に利用されている。
黒頭巾
額のピンク色のドクロマークは、クロミの感情とシンクロしている。新年の着物姿でのご挨拶では、ドクロマークにピンク色の水引を付けた。また、ミニサンタに変身した時には、ドクロマークの代わりに赤い実がついた柊の葉を付けた。
携帯電話
より効率的に黒音符を回収するために、柊財閥が作り上げた。クロミの形をし、電話番号は963で始まる。着信音は柊恵一の声で「クロミ、かわいいね…」。プレゼントされた時は感激し、マイメロに見せ付けたが、床に落とされる。マイメロに電話番号を聞かれるが教えていない。
携帯ゲームにはまっているようで、パケット代が多く掛かっている。また、マリーランドのインターネットニュースを受信できる。クロミは定期的にそのニュースで情報を入手している。
ハリセン
ツッコミに不可欠。バクに手入れをさせている。
ホッチキス、接着剤
応急処置に使う。マリーランドの人はぬいぐるみであるため、生地が破れ怪我をした時は破れた箇所を縫い合わせ処置し、詰物の綿がはみ出てくるのを防ぐ。だが、クロミは裁縫ができないため、縫う代わりに繋ぎ止めた。接着剤は、頭巾の耳の付け根が折れた時に使用した。

### 『おねがいマイメロディ』で登場したアイテム
キーボード
恵一のバイオリンと素敵な伴奏がしたいと思ったところ、サンタクロースからプレゼントされる。マイメロとプレゼントがかぶっていた事にショックを受ける。
カラオケマイク
恵一とカラオケで素敵なデュエット姿を妄想し、サンタクロースに手紙を書いてお願いしていた。クリスマスに希望の品物をプレゼントされるが、またマイメロとプレゼントがかぶっていた事にショックを受ける。

### 『くるくるシャッフル』で新登場したアイテム
メロディ・ピック
宝物庫の鎧の中に隠されていたもの。メロディ・キーと共に盗んだ。紫色で、角が鋭い。最初は小さかったが、柊潤が手に取ると、人間が扱うサイズに大きくなった。
取扱説明書
白色の説明書。宝物庫に隠されていた物でメロディ・キーと共に盗んだ。隠されていたアイテムの取り扱い方が書かれている。
黒いコトコトキッチン
『くるくるシャッフル』第46話から登場。マイメロのコトコトキッチンと酷似しているが、色は黒。